# Eparchia saratowska
Eparchia saratowska – jedna z eparchii Rosyjskiego Kościoła Prawosławnego. Jej obecnym biskupem ordynariuszem jest metropolita Ignacy (Dieputatow), zaś funkcję katedry pełni sobór Trójcy Świętej w Saratowie. 
Eparchia powstała w 1828 poprzez wyodrębnienie z eparchii penzeńskiej i saratowskiej. W 1918 na jej terytorium funkcjonowało 891 świątyń, 15 klasztorów oraz pustelnia. Po rewolucji październikowej, do 1937, wszystkie z nich zostały zamknięte (zniszczone lub zaadaptowane na magazyny, kluby, szpitale, więzienia). Cerkiew odzyskała część obiektów sakralnych po zmianie polityki państwa radzieckiego wobec Kościoła w czasie II wojny światowej: w 1944 w obwodzie saratowskim działały 4 świątynie, w 1955 – 15. Reaktywacje parafii prawosławnych na szerszą skalę miały jednak miejsce dopiero po 1988. 
Eparchia dzieli się na 13 dekanatów. Ponadto na jej terytorium działają następujące klasztory:
- Irgiski Monaster Zmartwychwstania Pańskiego w Bieriegowym, męski
- Monaster św. Mikołaja w Saratowie, męski
- Monaster Przemienienia Pańskiego w Saratowie, męski
- Monaster św. Aleksego w Saratowie, żeński
- Monaster św. Mikołaja w Monastyrskim, żeński
- Monaster św. Sergiusza z Radoneża w Aleksiejewce, żeński

## Biskupi saratowscy[4]
- Mojżesz (Bogdanow-Płatonow-Antipow), 1828–1832
- Jakub (Wieczerkow), 1832–1847
- Atanazy (Drozdow), 1847–1856
- Joannicjusz (Gorski), 1856–1860
- Eutymiusz (Wielikow), 1860–1863
- Joannicjusz (Rudniew), 1864–1873
- Tichon (Pokrowski), 1873–1882
- Paweł (Wilczinski), 1882–1889
- Abraham (Letnicki), 1889–1893
- Mikołaj (Nalimow), 1893–1899
- Jan (Kratirow), 1899–1903
- Hermogen (Dołganiow), 1903–1912
- Aleksy (Dorodnicyn), 1912–1914
- Palladiusz (Dobronrawow), 1914–1917
- Dosyteusz (Protopopow), 1917–1927
- Tadeusz (Uspienski), 1927–1928
- Serafin (Aleksandrow), 1928–1933
- Atanazy (Malinin), 1933–1935
- Serafin (Siliczew), 1935–1937
- Andrzej (Komarow), 1941–1942
- Grzegorz (Czukow), 1942–1944
- Paisjusz (Obrazcow), 1944–1947
- Borys (Wik), 1947–1949
- Guriasz (Jegorow), 1953–1954
- Beniamin (Miłow), 1955
- Beniamin (Fiedczenkow), 1955–1958
- Palladiusz (Szerstiennikow), 1958–1963
- Bartłomiej (Gondarowski), 1963–1964
- Pimen (Chmielewski), 1965–1993
- Nektariusz (Korobow), 1994
- Aleksander (Timofiejew), 1995–2003[5]
- Longin (Korczagin), 2003[6]–2020
- Ignacy (Dieputatow), od 2020